# Ngọc trai nuôi nước ngọt

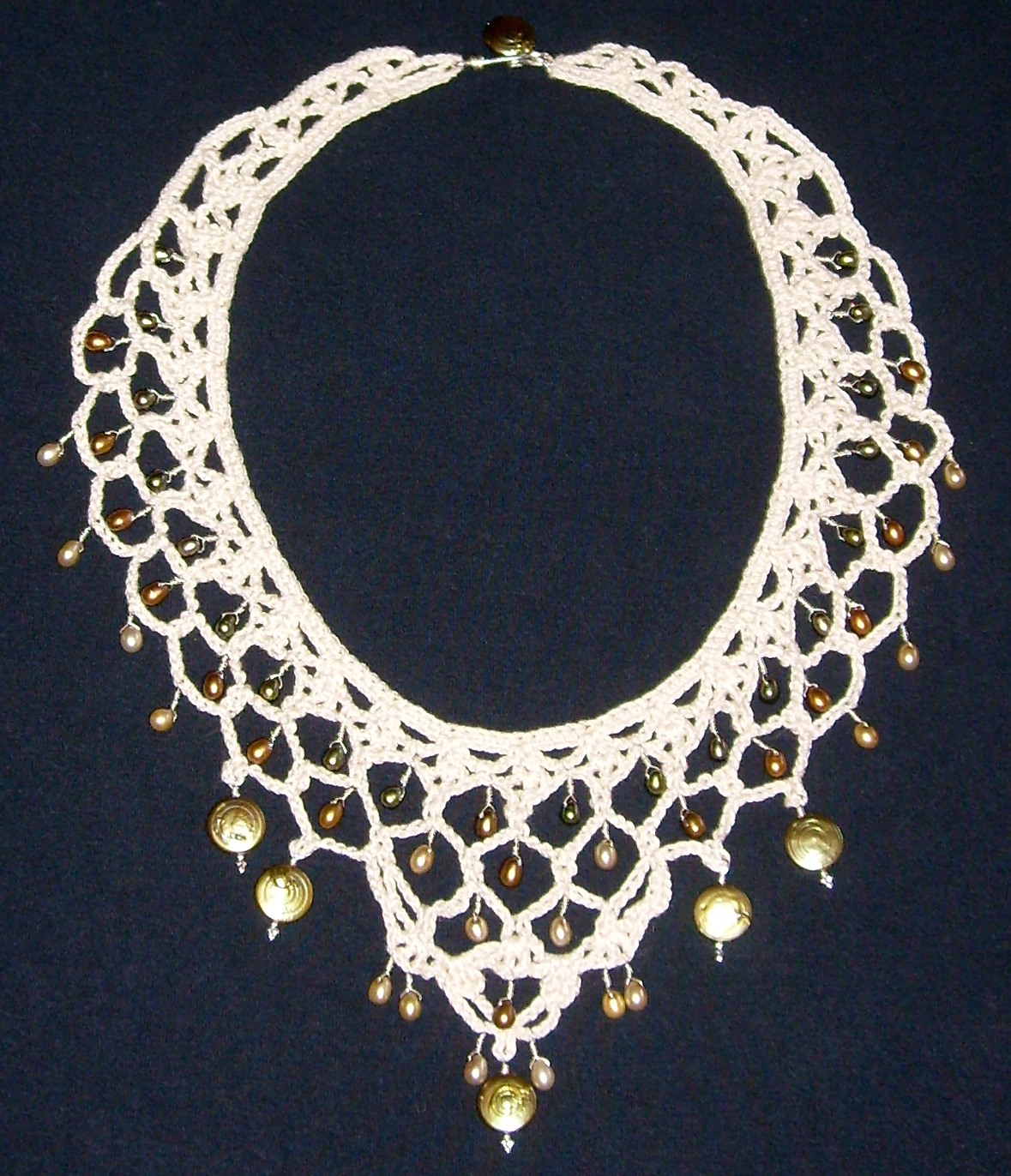
Một chiếc vòng cổ móc hạt ngọc trai làm từ ren móc, bạc sterling, và ngọc trai nước ngọt.

Ngọc trai nuôi nước ngọt là loại ngọc trai được nuôi cấy từ các loài trai nước ngọt. Những viên ngọc này từng được sản xuất tại Nhật Bản và Hoa Kỳ với quy mô khá hạn chế, hiện nay hầu như chỉ được nuôi cấy tại Trung Quốc. Ủy ban Thương mại Liên bang Hoa Kỳ yêu cầu loại mặt hàng ngọc trai nước ngọt phải được gọi với cái tên "ngọc trai nuôi nước ngọt" trong thương mại. Chất lượng của ngọc trai nước ngọt được đánh giá thông qua một hệ thống phân loại gồm một loạt các giá trị A, dựa trên độ bóng, hình dạng, bề mặt, màu sắc và độ phù hợp với khách hàng.

## Công nghiệp nuôi cấy hiện tại và trong lịch sử
Ngọc trai từng được khai thác trong tự nhiên chủ yếu từ ngọc trai nước mặn ở khu vực sinh thái Holarctic (Scotland là chủ yếu) hiện vẫn là nguồn cung ngọc trai quan trọng cho ngành sản xuất trang sức hiện đại. Tuy vậy, trai nước mặn hiện đang bị đe dọa ở hầu hết các khu vực.
Mặc dù ngành công nghiệp nuôi cấy trai nước ngọt của Nhật Bản gần như không còn tồn tại, nhưng nó vẫn là một địa danh lịch sử khi là quốc gia đầu tiên nuôi cấy ngọc trai nước ngọt nguyên hạt, điều mà họ đã thực hiện ở hồ Biwa, thông qua loài trai ngọc Biwa (Hyriopsis schlegeli). Con người đã cố gắng phục hồi ngành công nghiệp này tại Nhật Bản bằng cách áp dụng với loài trai lai (Hyriopsis schlegeli / Hyriopsis cumingi) ở Hồ Kasumigaura trong thập kỷ trước, nhưng hình thức liên doanh này cũng gặp thất bại, với việc ngừng sản xuất vào năm 2006. Trang trại ngọc trai ở Tennessee cũng có giá trị lịch sử đặc biệt vì đây là trang trại ngọc trai nước ngọt duy nhất bên ngoài châu Á. Được thành lập bởi John Latendresse, hiện vẫn tiếp tục là một điểm thu hút khách du lịch. Ngày nay, Trung Quốc là nhà cung cấp ngọc trai nước ngọt thương mại duy nhất, với sản lượng 1500 tấn vào năm 2005  bằng cách sử dụng loài trai vỏ tứ giác (Hyriopsis cumingii) và một số con lai đã biểu hiện ưu thế lai từ một số loài trai.

## Nuôi cấy
Quá trình nuôi cấy bắt đầu bằng cách chọn một con trai phù hợp và cắt đi dải mô lớp từ lớp màng áo. Dải mô này sau đó được cắt thành các hình vuông cạnh 3 mm và giao cho các thợ cấy. Không giống như tạo hạt từ trai nước mặn, quy trình này không quá khó khăn và các kỹ thuật viên chỉ cần được đào tạo tối thiểu để thực hiện thao tác. Các thợ cấy tạo các vết rạch nhỏ ở van trên rồi cấy mô vào. Một xoắn nhỏ của mô khi chèn được cho là sẽ tạo ra tỷ lệ ngọc trai tròn cao hơn. Sau khi số lượng ghép tối đa đã được thực hiện, con trai được lật lại và quy trình được thực hiện lại một lần nữa trên van còn lại của vỏ trai.
Trai nước ngọt Trung Quốc đã từng được ghép tới 50 lần trên mỗi vỏ (25 lần trên mỗi van). Cách thực hiện này phổ biến với loài trai công nghiệp chủ yếu là loài trai cánh mỏng (Cristaria plicata). Loài trai này tạo ra một lượng lớn ngọc trai chất lượng thấp, được gọi là "ngọc trai nho khô " vào những năm 1970 và 1980. Hơn một thập kỷ trước, ngành công nghiệp ngọc trai nước ngọt của Trung Quốc đã chuyển sản xuất từ trai cánh mỏng sang loài trai điệp (Hyriopsis cumingii). Trai điệp tạo ra ít ngọc hơn, chỉ chứa 12–16 vết ghép trên mỗi van để tổng sản lượng là 24 đến 32 viên ngọc trai, nhưng lại tạo ra ngọc trai có chất lượng tốt hơn.

## Nuôi thành ngọc
Ngọc trai nước ngọt đã thu hoạch thường được thu mua khi vẫn còn trong vỏ. Sau khi thu hoạch, ngọc trai được chuyển đến nhà máy giai đoạn 1 có nhiệm vụ làm sạch và phân loại ngọc theo kích thước và hình dạng. Sau khi quá trình này hoàn thành, ngọc trai đã sẵn sàng làm nguyên liệu cho các nhà máy chế biến. Ngọc trai được xử lý trước (maeshori) trong dung dịch hóa chất ấm và lạnh, sau đó được tẩy trắng. Những viên ngọc trai có màu sắc đậm đặc chỉ được xử lý trong hóa chất và không được tẩy hoặc nhuộm.
Sau khi những viên ngọc trai được xử lý, chúng được khoan và  đánh bóng bằng hỗn hợp bột ngô và sáp. Cuối cùng chúng được kết thành các sợi chuỗi tạm thời, sau đó được nối lại thành các sợi ngọc. Mỗi sợi ngọc bao gồm 5 đến 10 sợi chuỗi tạm thời và sau đó được tung ra thị trường tiêu thụ.